# Yossi (film)
Yossi (hebrejsky הסיפור של יוסי, [ha-sipur šel josi]) je izraelský hraný film z roku 2012, který režíroval Eytan Fox. Film volně navazuje na snímek Yossi & Jagger z roku 2002 a reflektuje liberální posun v oblasti homosexuality, ke kterému došlo v uplynulých deseti letech v izraelské armádě. Snímek byl v ČR uveden v roce 2013 na filmovém festivalu Febiofest.

## Děj
Yossi Gutmann je kardiochirurg, který pracuje v Tel Avivu a ve svých 34 letech žije sám. Ani po 10 letech se nevyrovnal se ztrátou svého přítele Jaggra, který zahynul v armádě, a svou sexuální orientaci utajuje. Jednoho dne přijde do nemocnice na vyšetření pacientka Varda, která je Jaggrovou matkou. Odhodlá se Jaggrovy rodiče navštívit a říct jim o jejich někdejším vztahu. V práci si vezme dovolenou a odjede na Sinaj. Cestou vezme do auta skupinu mladých vojáků, kterým ujel autobus. Vojáci jedou odpočívat do Ejlatu a tak se nechá přemluvit, aby s nimi zůstal v hotelu. Jeden z nich, Tom, je otevřený gay, který se se svou orientací v armádě nijak netají a nikdo mu nezpůsobuje problémy. To Yossiho velmi překvapí. Během pobytu se sblíží a Yossi získá opět optimistický náhled na život.

## Obsazení
| Ohad Knoller       | Yossi Gutmann   |
| Oz Zehavi          | Tom             |
| Orly Zilbershats   | Varda Amichai   |
| Lior Ashkenazi     | Moti Hoffman    |
| Ola Schur Selektar | Nina            |
| Meir Golan         | Nimrod          |
| Shlomi Ben Attar   | Fefer           |
| Amir Jerassi       | Benda           |
| Raffi Tavor        | Amichai         |
| Shlomo Sadan       | profesor Neuman |